# Raillietina graeca
Raillietina graeca är en plattmaskart som först beskrevs av Davies och Evans 1938.  Raillietina graeca ingår i släktet Raillietina och familjen Davaineidae. Inga underarter finns listade i Catalogue of Life.